# Funiculaire de Gelida
Le funiculaire de Gelida relie le centre-ville de Gelida à la gare de la ville, située à une altitude inférieure. Le funiculaire a été inauguré en 1924 et est exploité par FGC. Les bâtiments des stations sont protégés en tant que bien culturel d’intérêt local.  
Actuellement, il n'est ouvert que les weekends, plus comme attraction touristique. 

## Histoire
Le système de transport collectif appelé el Funi a été inauguré le 1er novembre 1924 dans le but de relier la gare et la zone industrielle au centre-ville. Le promoteur de cette idée était Mossèn (ca) Jaume Via et Josep Rosell i Massana. Les travaux ont été dirigés par Santiago Rubió i Tudurí, ingénieur du funiculaire de Tibidabo. Il était principalement utilisé par les travailleurs des papeteries, les passagers du train et les voisins du quartier de Sant Salvador. Le 19 septembre 1920, la société Funicular de Gelida, SA a été créée. En 1926, el Funi transporta environ 100 000 passagers. Il est devenu l'un des éléments les plus emblématiques de Gelida.  
Au cours des années 1970, son utilisation a fortement diminué et a contraint en 1977 à être municipalisée pour éviter sa fermeture. 
En 1980, le funiculaire était exploité par FGC qui l'a rénové. Dans les années 1990, il est devenu un service touristique avec une utilisation uniquement le week-end. Le service au cours de la semaine a été substitué par des bus. 
Les effets de la Grande Récession et de la crise de la dette publique qui en a résulté ont obligé les autorités à réduire leurs dépenses et à mettre le funiculaire en danger de fermeture. Enfin, il y avait un feu vert sur certains travaux de rénovation. Les véhicules ont été amenés en Suisse pour leurs restauration. Il a cessé de fonctionner le 3 mars 2016 jusqu'à la réouverture du funiculaire le 6 avril 2019.

## L'infrastructure
Normalement, une seule voiture sert au transport des voyageurs, tandis que l'autre sert simplement à faire le contrepoids. Le trajet dure 8 minutes avec la possibilité de s’arrêter à un arrêt situé dans la partie inférieure de la ville appelée Gelida-Baixador. 
- Longueur du parcours : 884 mètres[1].
- Pente maximale : 22%[1].
- Dénivelée entre les stations : 110 mètres[1].
- Durée du trajet : 8 minutes[1].
- Longueur du câble de traction : 935 mètres[1].
- Le câble a un diamètre de 29,5 millimètres et glisse sur un ensemble de 103 paires de poulies[1].

## Projet
La réouverture les jours ouvrables est en cours de discussion. 